# Seid Mustafa Traljić
Seid Mustafa Traljić (Sarajevo, 10. travnja 1915. – Zadar, 22. rujna 1983.), bio je hrvatski povjesničar.

## Životopis
Seid Mustafa Traljić rodio se je u Sarajevu 1915. godine. Tijekom Drugoga svjetskoga rata u NDH je od 1941. do 1943. godine radio u Ministarstvu prosvjete a od 1943. do 1945. godine u Državnom arhivu u Zagrebu. Na zagrebačkome Filozofskome fakultetu diplomirao je povijest 1949. godine. Nakon što je diplomirao zaposlio se je u Historijskome institutu JAZU u Zagrebu, potom je prešao u Zadar. U Zadru je od 1957. do 1980. godine radio u Institutu za povijesne znanosti JAZU, a potom je od 1980. do 1983. godine predavao opću povijest srednjeg vijeka i hrvatsku povijest novoga vijeka na Filozofskome fakultetu. Proučavao je pomoćne povijesne znanosti i orijentalistiku, povijest Bosne i Dalmacije za osmanske vlasti, osobito prilike na mletačko-osmanskoj granici te trgovačke i tranzitne veze Bosne i dalmatinskih gradova Vrane, Zadra, Nina, Drniša, Obrovca.

## Djela
- Sarajevski grad Vratnik, Štamparija Bosanska pošta, Sarajevo, 1937.
- Vodeni znakovi XIII. i XIV. st. = Filigranes des XIIe et XIVe ss., 1-2, Jugoslavenska akademija znanosti i umjetnosti, Historijski institut, Zagreb, 1957. (prir. zajedno s Vladimirom A. Mošinom)[2]
- Grad Zadar: presjek kroz povijest, ur. Grga Novak i Vjekoslav Maštrović, Institut Jugoslavenske akademije znanosti i umjetnosti u Zadru, Zadar, 1966. (jedan od autora)[2]
- Nin pod udarom tursko-mletačkih ratova, Jugoslavenska akademija znanosti i umjetnosti, Institut za historijske i ekonomske nauke, Zadar, 1969.
- Drniš šesnaestoga i sedamnaestoga stoljeća, Jugoslavenska akademija znanosti i umjetnosti, Institut za historijske i ekonomske nauke, Zadar, 1972.

## Vanjske poveznice
- Seid Mustafa Traljić, Prve kontramarke u talijanskom papiru prema materijalu iz naših arhiva // Zbornik Odsjeka za povijesne znanosti Zavoda za povijesne i društvene znanosti Hrvatske akademije znanosti i umjetnosti, sv. 2, Ožujak 1959., str.  151. – 165., (Hrčak)